# Celda electrolizadora de óxido sólido

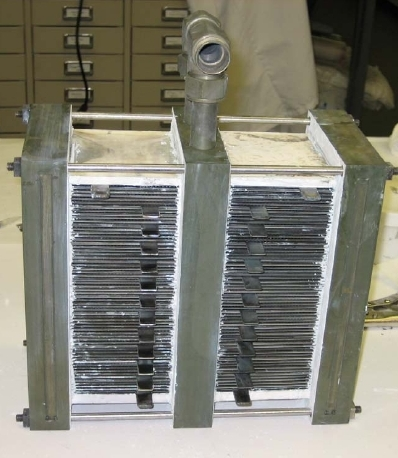
Celda de electrolizador de óxido sólido prefabricada

Una celda de electrolizador de óxido sólido  (SOEC) es una celda de combustible de óxido sólido que funciona en modo regenerativo para lograr la electrólisis del agua (y/o dióxido de carbono) mediante el uso de un electrolito de óxido sólido o cerámico para producir gas hidrógeno (y/o monóxido de carbono) y oxígeno. La producción de hidrógeno puro es convincente porque es un combustible limpio que se puede almacenar fácilmente, lo que lo convierte en una alternativa potencial a las baterías, que tienen una baja capacidad de almacenamiento y generan grandes cantidades de materiales de desecho. La electrólisis es actualmente el método más prometedor de producción de hidrógeno a partir del agua debido a la alta eficiencia de conversión y el aporte de energía requerido relativamente bajo en comparación con los métodos termoquímicos y fotocatalíticos.